# Teratopora haplodes
Teratopora haplodes là một loài bướm đêm thuộc phân họ Arctiinae, họ Erebidae.